# Vikrant Bhargava
Vikrant Bhargava (भार्गव) (né le 14 décembre 1972) est un homme d'affaires britannique d'origine indienne (né à Jaipur au Rajasthan), notamment cofondateur et ancien directeur marketing de l'une des plus grandes sociétés de jeux d'argent en ligne : l'opérateur de casino en ligne PartyGaming, qui l'a fait devenir milliardaire.
En décembre 2021, Il fait partie des hommes d'affaires nommément cités par les Pandora Papers comme ayant investi beaucoup d'agents dans les fonds de l'un des géants de l'industrie locative de maisons unifamiliales nord américain, le groupe Pretium Partners / Progress Residential, co-fondé par Donald R. Mullen, lequel a pris selon le Consortium international des journalistes d'investigation des dispositions juridiques permettant à ses investisseurs étrangers de bénéficier d'une exposition limitée aux impôts américains, d'après des experts fiscaux ayant analysé les Pandora Papiers.
Il est parfois décrit comme amateur de voyages et de photographie (hobbie), et philanthrope, et Shonali Ayesha Banerjee le classait en 2020 parmi ceux qui font, de manière stratégique, du « philanthrocapitalisme ».

## Enfance
Bhargava, ancien élève de l'Institut indien de gestion de Calcutta a obtenu un baccalauréat en technologie et en génie électrique à l' Institut indien de technologie de Delhi[réf. nécessaire].

## Carrière
Bhargava démarre comme agent de crédit chez Bank of America ; il y était responsable de la gestion de l'exposition au crédit et des revenus pour le compte d'entreprises clientes.
Il est aussi analyste commercial dans la division du développement commercial de British Gas[réf. nécessaire].
Début 2000, il rejoint PartyGaming (anciennement iGlobalMedia), une start-up créée en 1997.
Il y est directeur marketing. Selon lui, il n'a jamais joué au poker dans un vrai casino.
En juillet 2001, il supervise le marketing et le lancement de PartyPoker, alors que son concurrent Paradise Poker gagnait aussi du terrain.
En juin 2005, PartyGaming est un site de poker en ligne réputé. Bhargava en détient 15 % des parts, avec notamment Dikshit, son ami de l'Institut indien de technologie de Delhi, qui en tant que cofondateur (en 1998) en détient environ 40 % des parts. Bhargava, qui n'a alors que 32 ans, est chargé de lancer une introduction en bourse (Initial Public Offering) à la Bourse de Londres. Les bénéfices de PartyGaming ne sont pas publiés, mais le bruit court qu'ils auraient été d'environ 350 millions de dollars (183 millions de livres sterling) en 2004 et pourrait être de 500 à 600 millions de dollars en 2005, assez pour propulser l'entreprise (évaluée par certains à 6 milliards de dollars) vers l'indice FTSE 100. Alors que l'entreprise avait été estimée à environ 450 millions de livres sterling deux mois plus tôt, Bhargava la valorise en bourse, à 4,64 milliards de livres sterling (soit une capitalisation boursière dépassant à celle de British Airways, faisant craindre une seconde bulle Internet).
Au moment de quitter PartyGaming, la fortune de Bhargava était estimée à 850 millions de livres sterling (1,6 milliard de dollars à l'époque), ce qui le fait entrer dans le groupe des milliardaires indiens. Au même moment, les autres propriétaires de l'entreprises se faisaient très discrets note The Guardian : Mme Parasol a démissionné quelques jours avant l'introduction en bourse du barreau de l'État, ainsi que son mari James Russell DeLeon.

### Déboires avec les États-Unis
PartyGaming devient un moment l'acteur phare du poker en ligne (sa marque PartyPoker détenant plus de 50 % de part de marché), mais, les jeux d'argent en général, et sur Internet en particulier où ils sont encore moins transparents, suscitent la méfiance et des enquêtes. Des autorités et des investisseurs s'inquiètent du caractère opaque en général des entreprises de jeux d'argent, souvent associés aux mafias et au blanchiment d'argent. Le poker joué dans le cyberespace où des milliards de dollars sont échangés échappe-t-il au risque d'être associé au crime organisé. Bhargava répond que des contrôles rigoureux sont effectués, comme chez PartyGaming, et qu'en raison d'une valeur moyenne des dépôts assez basse le risque est faible ; selon lui, pour blanchir de l'argent, « il doit y avoir des moyens plus faciles que de faire beaucoup de micro-transactions ».
Il apparait cependant alors que :
- PartyGaming dispose d'une licence de jeu en ligne, mais déposée dans le paradis fiscal de Gibraltar où sont également basés une partie de ses serveurs (et les profits faits en ligne par des bookmakers britanniques tels que Ladbrokes et Victor Chandler). PartyGaming y est installé dans le même immeuble que Cassava Enterprises (qui possède le casino en ligne 888.com)[2] ;
- Près de 90 % des revenus de PartyGaming affluent des États-Unis, où le Wire Act, interdit les jeux de hasard dans tous les États, faisant que les jeux en ligne sur Internet sont illégaux. Vikrant Bhargava et l'entreprise risquent donc des poursuites judiciaires et de lourdes amendes, d'autant que ces bénéfices échappent à l'impôt américain ;
- PartyGaming s'avère monter des opérations complexes, avec des bases à Londres, un centre d'appels de 1 000 employés à Hyderabad en Inde[2], et des bases à Gibraltar et au Canada. En outre, Ruth Parasol sa fondatrice (détentrice de 20 % des actions) a des antécédents dans la pornographie sur Internet où elle a fait le début de sa fortune plus de dix ans plus tôt[8] (son mari, James Russel DeLeon, avocat et entrepreneur en logiciels, détient aussi 20 % des actions), et les modalités de son introduction en bourse, ainsi que sa spectaculaire réussite, suscitent des interrogations et des questions éthiques de la part de divers observateurs[2] ;
- Bhargava fait valoir à ses investisseurs que selon lui, que le Wire Act ne s'appliquerait qu'aux événements sportifs, et non au poker, un jeu très prisé et ancré dans la culture des universités et de l'armée américaines[2]. Cependant, la législation américaine finit par recadrer les jeux d'argent en ligne (en septembre 2006) qui profitaient d'un vide ou d'un flou juridique, PartyGaming quitte le marché américain, ce qui entraine une chute (- 58 %) du cours de ses actions[2].

En mai 2006, Bhargava annonce quitter le conseil d'administration de la société en fin d'année. Il démissionne aussi de son poste de direction dans l'entreprise.

### Bhargava investisseur
Bhargava utilise ensuite sa fortune pour créer et présider une société d'investissement privée, Veddis Ventures, enregistrée dans le Paradis fiscal de Gibraltar.
À la suite d'un appel de Donald R. Mullen, il investit (secrètement) beaucoup d'argent dans le groupe Pretium Partners / Progress Residential, ce qui sera rendu public en 2021 par les Pandora Papers.
Selon la Commission électorale anglaise, Bhargava a fait un don d'environ 200 000 £ au Parti conservateur via deux de ses sociétés, Stellite Finance et Aria Properties.